# Аристов, Николай Яковлевич
Никола́й Я́ковлевич А́ристов (1 [13] декабря 1834, Тамбовская губерния — 26 августа [7 сентября] 1882, Нежин) — русский историк и публицист; заслуженный профессор Нежинского историко-филологического институа. Разделял народнические и просветительские взгляды А. П. Щапова. Почвенник, считал дворянство, чиновничество, народническую интеллигенцию отрицательными силами в истории. Ряд работ посвящён русскому народному творчеству.

## Биография
Родился 1 (13) декабря 1834 года в семье священника села Стеньшино Липецкого уезда Тамбовской губернии. В 1854 году окончил Тамбовскую духовную семинарию, в 1858 году — Казанскую духовную академию, где под влиянием историка А. П. Щапова сформировался его интерес к исторической науке.
В 1858—1861 годах преподавал в Симбирской духовной семинарии. С 1861 года, выйдя из духовного звания, жил в Санкт-Петербурге; давал частные уроки. Вскоре заявил о себе целым рядом статей в тогдашних периодических изданиях; печатал рецензии. Принимал деятельное участие в занятиях археографической комиссии и этнографического отделения Императорского русского географического общества, ездил в Москву для занятий в архивах, изучал археологию и вместе с Л. Майковым составил статью «Предания о кладах» («Записки Императорского географического общества». — 1867. — I), за которую получил серебряную медаль от географического общества.
Через посредничество академика Н. Г. Устрялова ему была предоставлена казённая стипендия для научных занятий, с обязательством службы по министерству народного просвещения; был причислен к министерству с содержанием в течение двух лет по 1000 рублей. Благодаря этому обстоятельству, он смог всецело отдаться подготовке своей диссертации, которую защитил в Санкт-Петербургском университете. За сочинение «Промышленность Древней Руси» (СПб., 1866) получил степень магистра русской истории.
Был избран доцентом и стал преподавать русскую историю в Казанском университете. В начале 1869 года был командирован университетом в Москву депутатом на 1-й Археологический съезд, где познакомился с графом A. C. Уваровым и был избран в члены Московского археологического общества, в периодическом издании которого «Древности» стал деятельным сотрудником; кроме того, деятельно помогал графу Уварову в составлении «Русского археологического словаря».
В конце 1869 года был избран экстраординарным профессором в Варшавском университете. В мае 1871 года защитил в Казанском университете докторскую диссертацию «Московские смуты в правление царевны Софии Алексеевны» и 29 мая 1871 года стал ординарным профессором. Участвовал во 2-м археологическом съезде и отчёт об этой командировке напечатал в «Варшавских университетских известиях» (1872, № 3).
В 1873—1875 годах преподавал в Харьковском университете. В 1875 году он был избран в деканы историко-филологического факультета Харьковского университета, но тогда же получил приглашение в учреждённый на базе юридического лицея Нежинский историко-филологический институт князя Безбородко, куда и перешёл профессором и инспектором; получил звание заслуженного профессора.
Одним из первых обратился к изучению экономической истории времён Киевской Руси (магистерская диссертация, 1866), народных движений (докторская диссертация, 1871). Занимался также исследованием древнерусских летописей, в частности церковно-исторических аспектов их содержания. Изучал развитие русской исторической науки, народный быт и фольклор. Посвятил основательную работу историческому значению творчеству Николая Гоголя, принимал участие в работе Археографической комиссии и Этнографического отдела Русского географического общества, делегат нескольких археологических съездов, член Московского археологического общества (с 1869).
Сотрудничал во многих периодических изданиях, особенно интенсивно в журналах «Библиотека для чтения» (1862—1864), «Отечественные записки» (1866—1867), «Филологические записки» (1875), «Древняя и Новая Россия» (1875—1878), «Исторический вестник» (1880—1883).
В 1881 году заболел чахоткой и умер в Нежине после тяжёлой болезни 26 августа (7 сентября) 1882 года, оставив жену (женился в 1868 году) с семью детьми. Был похоронен на нежинском Греческом кладбище.